# Hartwig & Vogel
Hartwig & Vogel (také Tell) byla německá továrna na kakao, čokoládu, cukrovinky, marcipán, marmelády, sušenky a oplatky, činná v letech 1870–1948, se sídlem v Drážďanech, v letech 1893–1945 s pobočkou v Děčíně - Rozbělesích a nyní fungující v Drážďanech pod značkou Elbflorenz. 

## Historie
Továrna vznikla v Drážďanech roku 1870 spojením závodu na výrobu kakaa a cukrovinek Friedricha Hartwiga s cukrárnami Heinricha Vogela a Augusta Bergera. Brzy expandovala do Děčína, kde založila svou filiálku. V roce 1893 měly obě továrny dohromady před 1200 zaměstnanců a patřily tak k největším ve svém oboru (v Německu). 
Provoz ochromily obě světové války nedostatkem surovin, zejména chyběl dovoz kakaa. Komplex továren v Drážďanech byl těžce zasažen bombardováním v dubnu 1945. Sovětská vojenská správa pak v roce 1950 dala většinu budov zbořit. Po znárodnění byla výroba zčásti obnovená, od roku 1954 v NDR jako státní podnik pod názvem VEB Kombinat Süßwaren Delitzsch. Po roce 1990 byla čokoládovna opět zprivatizována a pod značkou Elbflorenc vyrábí dosud.
V Československu patřila děčínská továrna k velkým podnikům s více než 50 zaměstnanci, a proto byla znárodněna již roku 1945. Jako národní podnik s názvem Čokoládovny n. p. Diana Děčín, zprvu užívala původní ochrannou známku (silueta Diany s lukem z profilu ve skoku), později byl design upraven. V roce 1990 továrnu zprivatizovala firma Nestlé, která roku 1996 výrobu se šesti sty zaměstnanci zrušila a sortiment zčásti převedla do Orionu v Praze.

## Sortiment

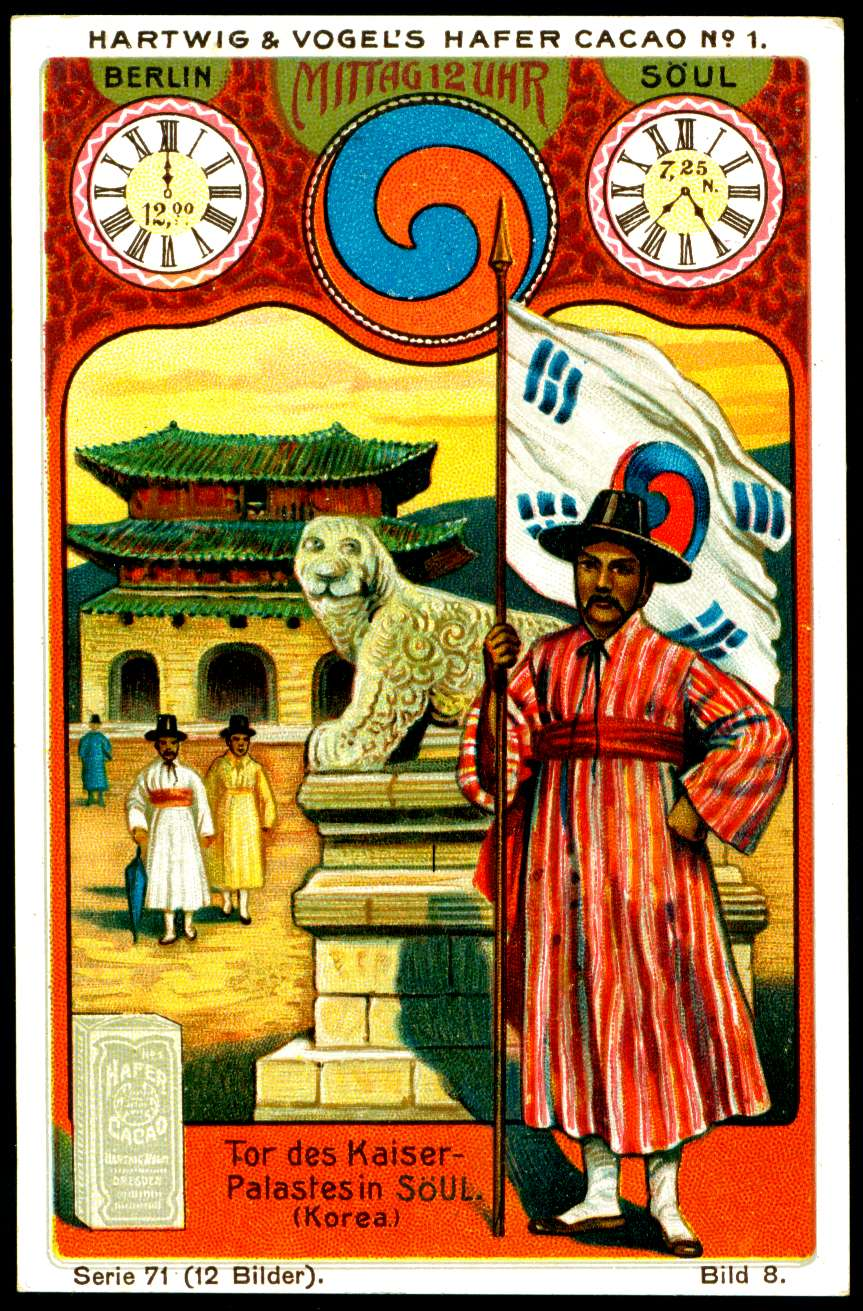
Kartička z kakaa: Palác korejského císaře, série 71: Kolem světa, č.1

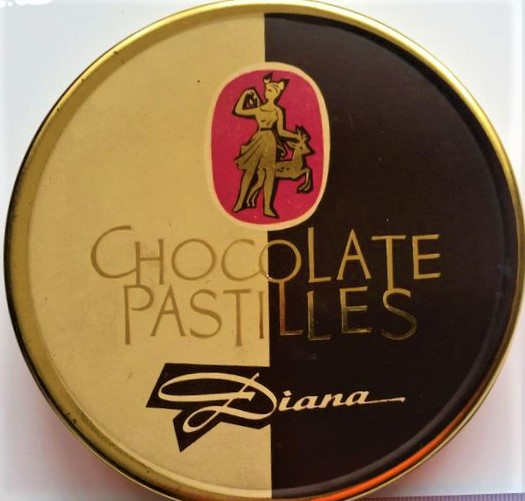
Víko bonboniéry Diana Děčín

Firma v roce 1887 zavedla jako první v Sasku mincovní automaty na čokoládu. Prodávala ji v plechových jablíčkách nebo vajíčkách s pestrobarevným potiskem pod názvem Tell-Apfel (=jablko Viléma Tella), také čokolády a od roku 1928 Tell-Cacao měly ochrannou známku s postavu Viléma Tella.  Proto se pro drážďanskou továrnu a její výrobky vžil zkrácený název Tell. Do krabic kakaa i čokolády byly vkládány číslované obrázkové kartičky ve sběratelských sériích, například Cesta kolem světa, jež měly motivovat děti, aby rodiče žádali o koupi této značky. Konkurenční firmy mívaly jiné reklamní obrázky, nebo na rubu obalu vytištěnou pohádku s obrázkem.
Slavné značky měly jména antických bohů a bohyň, kakao Juno, Fortuna, Apollo, Vera. V Dianě se také vyráběla čokoláda Lidka, jejíž výroba sem byla přesunuta ze stejnojmenné čokoládovny v Kutné Hoře. Z Děčína byly známé zejména čokolády a bonboniéry Diana, Ledové kaštany, vyráběly se zde i vánoční kolekce nebo čokoládové mince. Čokolády a bonboniéry Diana se vyráběly od počátku  a v Děčíně a měly ochrannou známku v podobě bohyně Diany s napjatým lukem a jelenem.